# Берган, Юлье
Ю́лье Берга́н (норв. Julie Bergan; род. 12 апреля 1994, Шиен, Норвегия) — норвежская певица и автор-исполнитель. Начала свою карьеру в возрасте 16 лет с выкладывания кавер-песен на YouTube. В 2013 году подписала свой первый контракт со звукозаписывающей студией Warner Music Norway. Наибольшую популярность получил её сингл «All Hours», который возымел успех в Дании и Германии в 2015 году. А годом позже добилась популярности в родной Норвегии с песней «Arigato». Свой дебютный альбом Берган выпустила в 2018 году под названием «Turn on the Light». В этом же году при совместном участии K-391, Алана Уокера и Сынни достигает верхушки норвежского хит-парада VG-lista с синглом «Ignite».

## Карьера
В 2012 году совместно с дуэтом Cir.Cuz записывает трек «Supernova», который достигает ТОП-5 в норвежском сингл-чарте. Также принимает участие в Melodi Grand Prix 2013, являющимся национальным отборочным мероприятием на «Евровидение-2013», с песней «Give a Little Something Back», которую Берган написала совместно с Беном Адамсом и Сарой Шульднес. Пройти в финал ей не удалось. В сентябре 2013 года подписала контракт с Warner Music Norway. В начале 2014 года выпустила свой первый сингл «Younger».
После релиза первого сингла Юлье Берган написала ещё несколько песен, однако популярность за рубежом впервые пришла лишь с песней «Arigato». Песня достигла ТОП-5 в шведском сингл-чарте, а также была номинирована на норвежскую Грэмми 2016 года в номинации «Песня года».

## Личная жизнь
У Юлье Берган есть сестра Вероника.

## Дискография

### Альбомы
| Заголовок                                                                            | Дополнительная информация                                                                                    | Пиковая позиция в чарте |
| Заголовок                                                                            | Дополнительная информация                                                                                    | NOR                     |
| ------------------------------------------------------------------------------------ | --- | ----------------------- |
| Turn on the Lights                                                                   | - Релиз: 2 февраля 2018 - Лейбл: Warner Music Norway - Форматы: цифровая дистрибуция, CD, стриминг-платформы | 5                       |
| Hard Feelings                                                                        | - Релиз: 11 декабря 2020 - Лейбл: Warner Music Norway - Форматы: цифровая дистрибуция, стриминг-платформы    | —                       |
| Прочерк означает, что альбом не достиг чарта в этой стране или не был выпущен в ней. | |                         |

### Дополнительные издания
| Заголовок                  | Дополнительная информация                                                                                  |
| -------------------------- | --- |
| Hard Feelings: Ventricle 1 | - Релиз: 18 октября 2019 - Лейбл: Warner Music Norway - Форматы: цифровая дистрибуция, стриминг-платформы  |
| Hard Feelings: Ventricle 2 | - Релиз: 11 сентября 2020 - Лейбл: Warner Music Norway - Форматы: цифровая дистрибуция, стриминг-платформы |

### Синглы

#### Как основной солист
| Заголовок                                                                           | Год  | Пиковая позиция в чарте | Пиковая позиция в чарте |
| Заголовок                                                                           | Год  | NOR                     | SWE                     |
| ----------------------------------------------------------------------------------- | ---- | ----------------------- | ----------------------- |
| «Give a Little Something Back»                                                      | 2013 | —                       | —                       |
| «Younger»                                                                           | 2014 | —                       | —                       |
| «Fire»                                                                              | 2014 | —                       | —                       |
| «All Hours»                                                                         | 2015 | 6                       | —                       |
| «I Kinda Like It»                                                                   | 2016 | 35                      | —                       |
| «Arigato»                                                                           | 2016 | 1                       | 5                       |
| «Blackout»                                                                          | 2017 | 17                      | —                       |
| «If You Love Me» (при участии Tunji Ige)                                            | 2017 | —                       | —                       |
| «Incapable»                                                                         | 2017 | 19                      | —                       |
| «Guilt Trip»                                                                        | 2018 | 18                      | —                       |
| «U Got Me»                                                                          | 2018 | 20                      | —                       |
| «STFU»                                                                              | 2019 | 20                      | —                       |
| «Don’t Give Up on Me Now» (при участии R3hab)                                       | 2019 | —                       | —                       |
| «Outlaw»                                                                            | 2019 | —                       | —                       |
| «Crazy Enough»                                                                      | 2019 | 35                      | —                       |
| «Kiss Somebody» (при участии Seeb)                                                  | 2020 | 12                      | —                       |
| «Don’t You Wanna Play?» (при участии Seeb)                                          | 2020 | —                       | —                       |
| «One Touch»                                                                         | 2020 | 39                      | —                       |
| «Second Hand Love» (при участии Рубена)                                             | 2021 | 32                      | —                       |
| Прочерк означает, что сингл не достиг чарта в этой стране или не был выпущен в ней. |      |                         |                         |

#### Как приглашённый солист
| Заголовок                                                         | Год  | Пиковая позиция в чарте | Пиковая позиция в чарте | Пиковая позиция в чарте | Альбом             |
| Заголовок                                                         | Год  | NOR                     | FIN                     | SWE                     | Альбом             |
| ----------------------------------------------------------------- | ---- | ----------------------- | ----------------------- | ----------------------- | ------------------ |
| «Supernova» (Cir.Cuz совместно с Юлье Берган)                     | 2012 | 5                       | —                       | —                       | Vi Er Cir.Cuz      |
| «Can’t Help Myself» (Clairmont совместно с Mugisho и Юлье Берган) | 2017 | —                       | —                       | —                       | Внеальбомный сингл |
| «Ignite» (K-391 совместно с Аланом Уокером, Юлье Берган и Сынни)  | 2018 | 1                       | 5                       | 13                      | Внеальбомный сингл |
| «I’ll Be Fine Somehow» (Беньямин Ингроссо совместно с Юлье Берган | 2019 | —                       | —                       | —                       | Spotify Singles    |
| «Flexy» (DJ Lizzy Wang совместно с Юлье Берган)                   | 2021 | —                       | —                       | —                       | Внеальбомный сингл |

#### Кавер-синглы
- Undressed[англ.] — совместно с Астрид С (2013)
- Rude — (2014)

## Номинации и награды
| Год  | Организация                                                 | Награда                          | Награждаемый                                         | Результат |
| ---- | ----------------------------------------------------------- | -------------------------------- | ---------------------------------------------------- | --------- |
| 2014 | NRJ Awards Norway                                           | Исполнитель года                 | Юлье Берган                                          | Победа    |
| 2016 | MTV Europe Music Awards                                     | Лучшее норвежское выступление    | Юлье Берган                                          | Номинация |
| 2016 | P3 Gull                                                     | Årets Nykommer (дебют года)      | Юлье Берган                                          | Номинация |
| 2016 | P3 Gull                                                     | Årets Låt (песня года)           | «Arigato»                                            | Номинация |
| 2017 | Spellemannprisen 2016                                       | Årets Låt (песня года)           | «Arigato»                                            | Номинация |
| 2017 | Musikkforleggerprisen (Ассоциация норвежских авторов песен) | Årets Gjennombrudd (прорыв года) | «Arigato»                                            | Победа    |
| 2019 | Spellemannprisen 2018                                       | Årets Låt (песня года)           | «Ignite» (совместно с K-391, Аланом Уокером и Сынни) | Номинация |
| 2019 | NRJ Awards Norway                                           | Песня года                       | «STFU»                                               | Победа    |
| 2020 | Spellemannprisen 2020                                       | Årets Låt (песня года)           | «Kiss Somebody» (совместно с SeeB)                   | Номинация |

## Концертные туры
Продвижение
- Arigato Tour (2016)
- It’s Lit Tour — Part I (2018)
- It’s Lit Tour — Part II (2018)
- Hard Feelings Tour (2019—2020)

Поддержка
- Purpose World Tour[англ.] (2016)
- The Self-Titled Tour (2018)
- Avation Tour (2018)